# Чередниченко, Зинаида Владимировна
Зинаи́да Влади́мировна Чередниче́нко ― советская российская театральная артистка, Заслуженная артистка РСФСР (1989), Народная артистка Российской Федерации (2002), актриса Липецкого театра драмы имени Л. Н. Толстого.

## Биография
Родилась 18 апреля 1947 года в городе Челябинск, РСФСР.
В младших классах школы Зинаида была запевалой в детском хоре, в пятого классе стала регулярно заниматься в театральной студии Дворца культуры Челябинского тракторного завода.
После средней школы поступила в студию при Челябинском драматическом театре им. Цвиллинга (ныне носит имя Наума Орлова), где её педагогом по актёрскому мастерству был Народный артист Российской Федерации Ефим Исаакович Байковский (ныне ― актёр Московского академического театра имени Владимира Маяковского). 
Окончив студию в 1968 году, стала актрисой этого театра. Здесь сыграла такие роли, как: Ира ― «10 суток за любовь» (Рацер и Константинов); Костик ― «Неравный брак»; Димка ― «Димка-Невидимка» (Николай Носов); Катя ― «Валентин и Валентина» (Михаил Рощин); Хеся «Мораль пани Дульской» (Г. Запольская). 
Затем, в 1973 году она перешла в труппу Челябинского Театра юного зрителя. Здесь особый успех выпал на её исполнение роли Лики в спектакле по пьесе Алексей Арбузова «Мой бедный Марат» и Липочки в комедии «Свои люди - сочтемся» А.Н.Островского.
С 1980 года Зинаида Чередниченко служит актрисой Липецкого драматического театра имени Льва Толстого. В этом театре талант актрисы разносторонне раскрылся в ролях классического репертуара: озорная Бесси в «Татуированной розе» Т. Уильямса, хитроумная сваха Фрозина в «Скупом» Мольера, скромная Маша в «Чайке», страстная в своей вере увидеть в будущем «небо в алмазах» Соня в «Дяде Ване», эксцентричная  Шарлотта в «Вишневом саде» Антона Чехова, самодовольная Коринкина в «Без вины виноватые», прагматичная Домна Пантелеевна в «Талантах и поклонниках», простодушная купеческая вдова Белотелова, словно сошедшая с кустодиевского полотна «Купчиха за чаем», в «Женитьбе Бальзаминова» А.Н. Островского.
С 1995 по 2005 год возглавляла Липецкое отделение Союза театральных деятелей России. Была депутатом Липецкого городского Совета депутатов (1984–1990).
За вклад в развитие театрального искусства России Зинаида Владимировна Чередниченко была удостоена почётных званий «Заслуженная артистка  РСФСР» в 1989 году и «Народная артистка Российской Федерации» в 2002 году. Также награждена Почётной грамотой Президиума Верховного Совета РСФСР в 1989 году.

## Роли в Липецком театре драмы
- «А Ваш «Злодей» будет жить вечно» — Щукина
- «А все-таки она вертится?» А. Хмелика — Девочка
- «Аделаида» по пьесе Жени Унгарда — Нинель Георгиевна
- «Ангел Марии» М. Ладо — Лошадь Сестричка
- «Баллада о солдате» В. Ежова, Г. Чухрая — Жензина
- «Без вины виноватые» А. Островского — Коринкина
- «Бенефис» Е. Олениной
- «Боже мой, для чего ты меня оставил» А. Чехова — Лукерья
- «В актерской компании» А. Чехова («Бумажник»)
- «Веселые сказки Маршака» — Жена Рассеянного, Марфушка
- «Вечно живые» В. Розова — Танечка
- «Вишневый сад» А. Чехова — Шарлотта
- «Дамы и гусары» Л. Солина — Анеля
- «Два клена» Е. Шварца — Баба Яга
- «Дебют» О. Кочкиной — Авдотья Шерстянкина, старшая
- «Диалоги 1914 года» В. Лакшина — Цыганка в хоре
- «Дядя Ваня» А. Чехова — Соня
- «Женитьба» Н.В. Гоголя — Фекла Ивановна
- «Женитьба Бальзаминова» А. Островского — Белотелова
- «Живой труп» Л. Толстого — Настасья Ивановна, цыганка
- «Закон вечности» Н. Думбадзе — Света
- «Зараженное семейство» Л.Н. Толстого — Няня Марья Исаевна
- «Золотой ключик» А. Толстого — Сверчок
- «Золушка» Е. Шварца — Золушка
- «Комната невесты» В. Красногорова — Зинаида Зиновьевна
- «Красная шапочка» Е. Шварца — Бабушка
- «Месье Амилькар» И. Жамиака — Мелия
- «Милые мои сестры» по произведениям А.П. Чехова — Любовь Григорьевна
- «Мы рождены для вдохновенья» — Вокал
- «На усадьбе играли Чехова» («Свадьба», «Вишневый сад»)
- «Обыкновенная история» И.А. Гончарова — Анна Павловна Адуева
- «Первый винокур» Л. Толстого — Баба
- «Последний герой» А. Марданя — Сталина Петровна
- «Профессия Айзека Азимова» И. Дворецкого — Лилиан
- «Р.В.С.» А. Гайдара — Женщина
- «Революционный этюд» М. Шатрова — Участница в диспуте
- «Секрет мудрого ворона» С. Прокофьевой, И. Токмаковой — Колокольчик
- «Сказка о царе Салтане» А. Пушкина — Повариха
- «Сказка о четырех близнецах» П. Панчева — Бабушка
- «Скупой» Ж.-Б. Мольера — Фрозина
- «Сон во сне» С. Бобровского — Марья Александровна Москалева
- «Сукин сын» Е. Олениной — Алла Борисовна
- «Таланты и поклонники» А. Островского — Домна Пантелеевна
- «Татуированная роза» Т. Уильямса — Бесси
- «Тринадцатый председатель» А. Абдуллина — Кадрия
- «Фальшивая монета» М. Горького — Бобова
- «Чайка» А.П. Чехова — Маша
- «Человек, зверь и добродетель» Л. Пиранделло — Грация
- «Черное молоко» В. Сигарева — Кассирша
- «Чиполлино и его друзья» С. Прокофьевой, И. Токмаковой — Ромолетта
- «Шишок» А. Александрова — Оля
- «Я помню чудное мгновенье» А. Пушкина — Вокал, няня